# Terresta ekosystem och kulturarv i Komorerna
Terresta ekosystem och kulturarv i Komorerna är ett av Komorernas tentativa världsarv. Detta består av tre  ekosystemområden och ett kulturarv:
1. Ekosystemen på berget Kartala
2. Kulturarvet skogsjordbruk på Kartala
3. Terresta ekosystemet på Mohéli
4. Ekosystemen på Anjouans höjder